# Manningtree
Manningtree è un paese di 900 abitanti della contea dell'Essex, in Inghilterra.

## Amministrazione

### Gemellaggi
- Frankenberg, Germania